# Galata - Museo del mare
Pour les articles homonymes, voir Galata (homonymie).
Galata - Museo del mare, (en français : « Galata - Musée de la mer ») est le musée consacré au monde maritime, situé dans le quartier de la darsena, sur les quais du port de Gênes près de la gare maritime.

## Le musée
Inauguré à l’occasion de Genova 2004 capitale européenne de la culture, il est installé dans le Palazzo del Galata (du nom d’un ancien comptoir génois à Istanbul, Turquie), au centre des anciens arsenaux du port où se construisaient les galères à l'époque de la république de Gênes. La restructuration de l'édifice a été confiée à l'architecte espagnol Guillermo Vázquez Consuegra.
Sa muséographie innovante plonge le visiteur dans une atmosphère de voyage dans le temps, pour revivre la civilisation de la mer et de la navigation du Moyen Âge jusqu’à nos jours. Ses dix-sept grandes salles sont distribuées sur quatre niveaux :
- Le rez-de-chaussée relate l’époque des bateaux à rame. Il accueille une fidèle reconstitution d’une galère génoise du XVIe siècle  longue de quarante mètres posée sur des cales de halage d'origine. La visite se poursuit par le musée d’armes de la darsena avec ses râteliers d’armes blanches, de cuirasses et de casques. Puis, par les anciens arsenaux et ses esclaves,  forçats et Buonavoglia (it) enchaînés. D’autres salles exposent les portraits de Christophe Colomb et d'Andrea Doria ainsi que de précieuses mappemondes et d’antiques portulans qui peuvent être consultés au moyen d’une navigation virtuelle.
- Le premier et le second étage sont consacrés à  la voile - des galères aux vaisseaux - et  aux chantiers navals. Une salle entière occupe la reproduction du brigantin Anna sur laquelle on peut accéder sur le pont et apprécier  de nombreux instruments nautiques originaux. Une autre permet la reconstruction d’un chantier naval de la fin du XVIIIe siècle avec ses différents corps de métier du charpentier à l'atelier de mécanique. Dans une autre salle, une reconstitution virtuelle permet, grâce à des effets sonores, de vivre les moments d’une tempête au cap Horn.
- Le troisième étage abrite, sur 1 200 m2, une exposition entièrement consacrée à l’époque des paquebots transatlantiques. Il est possible de visiter le pont d’un  pyroscaphe, au temps de l’émigration, et un simulateur naval permet de traverser l’atlantique depuis le détroit de Gibraltar jusqu’à New York, en passant sous la statue de la Liberté, puis de débarquer à Ellis Island. Parmi les objets recueillis lors de  naufrages se trouvent la cloche de bord du Rex et la bouée de sauvetage d’un des survivants du Lusitania.

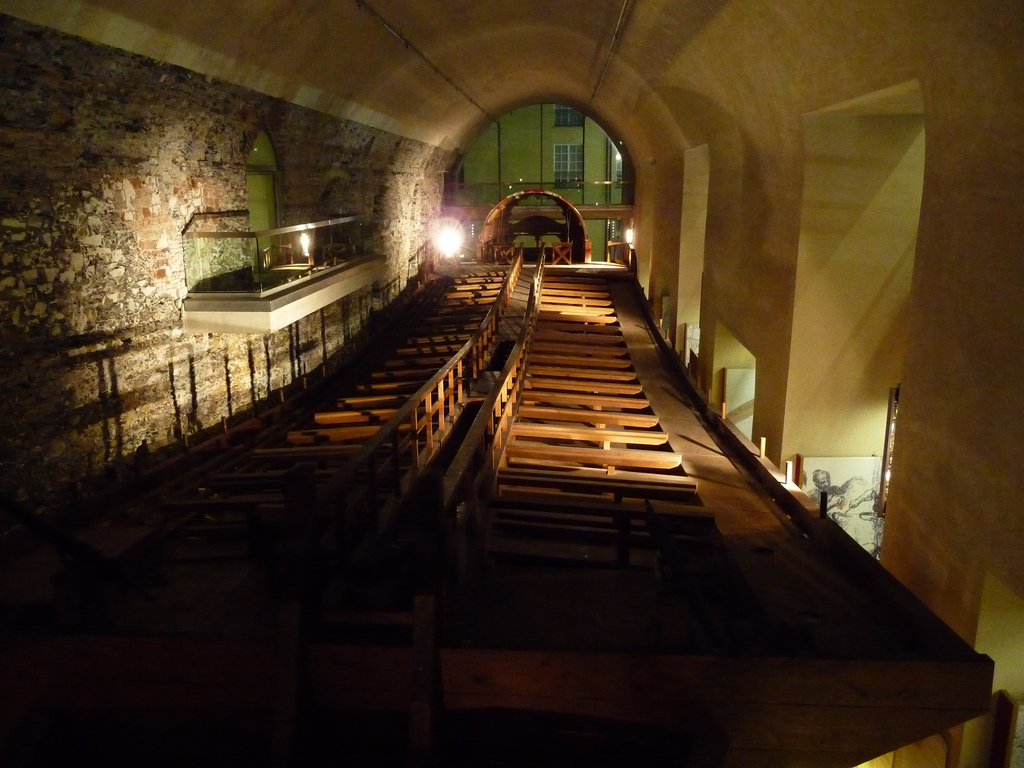
Pont d'une ancienne galère.
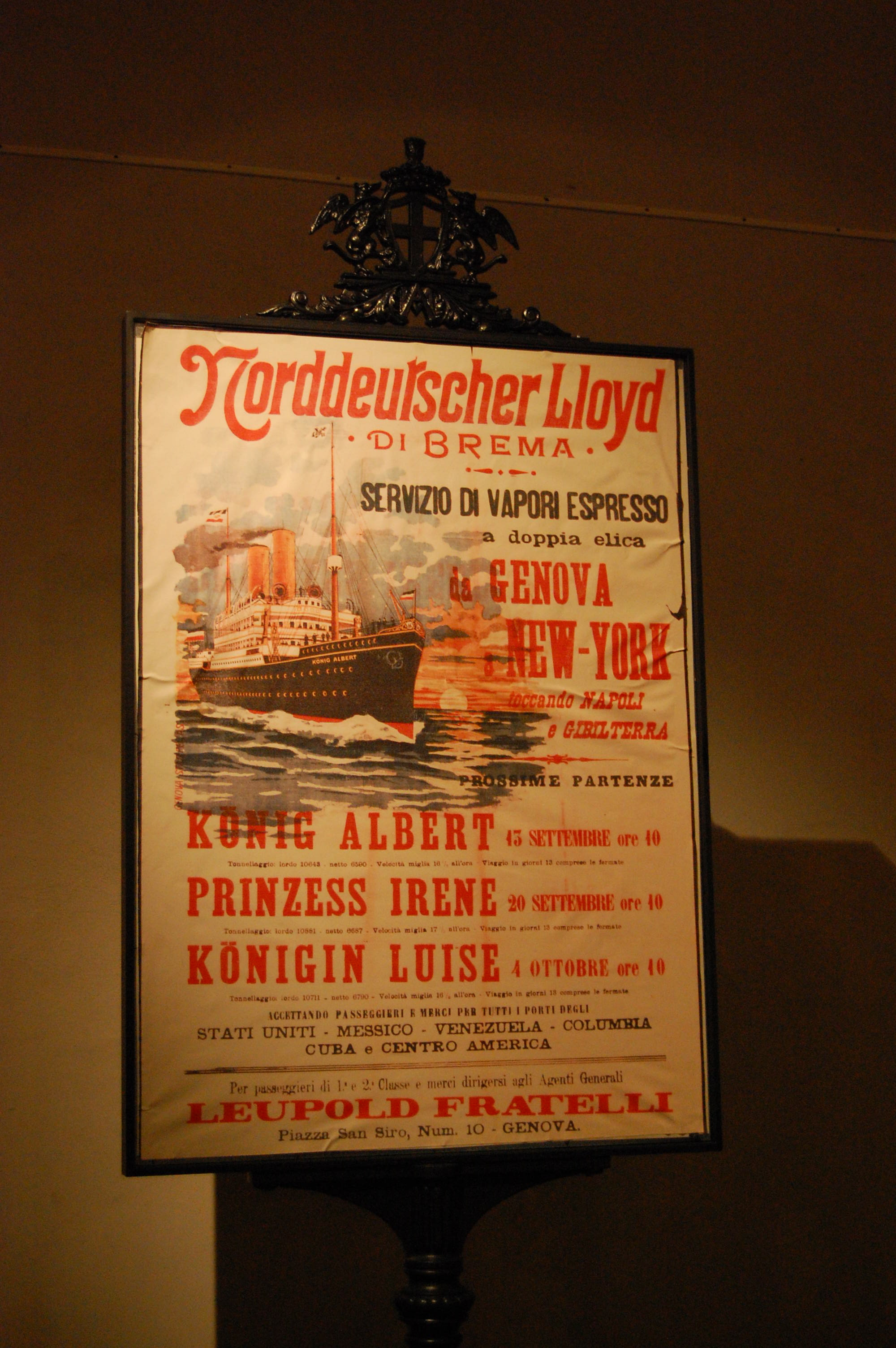
Affiche de la Norddeutscher Lloyd pour Genova - New York en bateau à vapeur au début du XXe siècle.
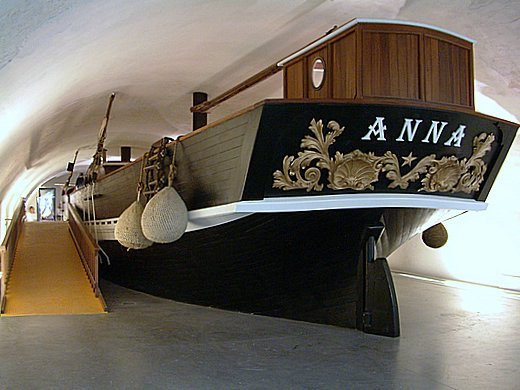
Poupe du brigantin Anna.